# نبرد شوژو
نبرد شوژو (انگلیسی: Battle of Xuzhou) درگیری نظامی بین نیروهای امپراتوری ژاپن و جمهوری چین (۱۹۴۹–۱۹۱۲) در ماه مه ۱۹۳۸ در جریان جنگ دوم چین و ژاپن بود.